# Brooks (DJ)
Thijs Westbroek (nascido em 14 de abril de 1995), mais conhecido pelo seu nome artístico Brooks, é um  DJ holandês, produtor de musica eletronica de Eindhoven. Suas principais músicas de sucesso são "Like I Do" "Better When You're Gone" e "Byte".

## Carreira
Brooks' carreira como DJ começou a progredir quando ele enviou a sua canção para vinte aleatórios de endereços de e-mail, que podem estar relacionadas com o Martin Garrix. Para o seu prazer, a música que ele enviou foi usado por Martin Garrix em um show. Logo depois,Martin Garrix  contactado e informado de seu entusiasmo com a sua música. Martin Garrix mais tarde o convidou para sua casa, para trabalhar na musica "Byte"  Brooks descreveu o evento como uma "história maluca", mas disse que teve sorte.
Em outubro de 2017, ele lançou o single "Boomerang" com Martin Garrix, que usou o pseudônimo GRX.
Em 22 de fevereiro de 2018, Brooks colaborou com Martin Garrix e David Guetta para o lançamento de "Like I Do" . foi lançado através da gravadora, Big Beat, Atlantic e Parlophone.
Em 2018, Brooks foi nomeado para um prêmio pelo SLAM!  chamado de "Melhor Talento de 2018"

## Discografia

### Singles
| Título                                             | Ano  | Posiçoes em paises | Posiçoes em paises | Posiçoes em paises | Posiçoes em paises | Posiçoes em paises | Posiçoes em paises | Posiçoes em paises | Posiçoes em paises | Posiçoes em paises | Posiçoes em paises | Posiçoes em paises | Album             |
| Título                                             | Ano  | NL                 | Aus                | BEL Dance          | FRA                | ALE                | ITA                | NOR                | SWE                | SUI                | UK                 | US Dance           | Album             |
| -------------------------------------------------- | ---- | ------------------ | ------------------ | ------------------ | ------------------ | ------------------ | ------------------ | ------------------ | ------------------ | ------------------ | ------------------ | ------------------ | ----------------- |
| "Get Down" (com Multiplayers)                      | 2015 | —                  | —                  | —                  | —                  | —                  | —                  | —                  | —                  | —                  | —                  | —                  | Non-album singles |
| "Alamo" (com Bassjackers)                          | 2015 | —                  | —                  | —                  | —                  | —                  | —                  | —                  | —                  | —                  | —                  | —                  | Non-album singles |
| "Pinball"                                          | 2015 | —                  | —                  | —                  | —                  | —                  | —                  | —                  | —                  | —                  | —                  | —                  | Non-album singles |
| "If Only I Could"                                  | 2016 | —                  | —                  | —                  | —                  | —                  | —                  | —                  | —                  | —                  | —                  | —                  | Non-album singles |
| "Make Your Move"                                   | 2016 | —                  | —                  | —                  | —                  | —                  | —                  | —                  | —                  | —                  | —                  | —                  | Non-album singles |
| "Hold It Down" (featuring Micah Martin)            | 2016 | —                  | —                  | —                  | —                  | —                  | —                  | —                  | —                  | —                  | —                  | —                  | Non-album singles |
| "Take Me Away" (comJonas Aden)                     | 2016 | —                  | —                  | —                  | —                  | —                  | —                  | —                  | —                  | —                  | —                  | —                  | Non-album singles |
| "Joyride" (comBassjackers)                         | 2017 | —                  | —                  | —                  | —                  | —                  | —                  | —                  | —                  | —                  | —                  | —                  | Non-album singles |
| "On Our Own" (com Showtek featuring Natalie Major) | 2017 | —                  | —                  | —                  | —                  | —                  | —                  | —                  | —                  | —                  | —                  | —                  | Non-album singles |
| "Byte" (com Martin Garrix)                         | 2017 | 2                  | —                  | 23                 | 104                | —                  | —                  | —                  | —                  | —                  | —                  | 49                 | Non-album singles |
| "Jetlag" (com Mike Williams)                       | 2017 | —                  | —                  | —                  | —                  | —                  | —                  | —                  | —                  | —                  | —                  | —                  | Non-album singles |
| "Boomerang" (com GRX)                              | 2017 | —                  | —                  | —                  | —                  | —                  | —                  | —                  | —                  | —                  | —                  | —                  | Non-album singles |
| "Like I Do" (com David Guetta and Martin Garrix)   | 2018 | 23                 | 24                 | —                  | 20                 | 23                 | 86                 | 19                 | 21                 | 22                 | 29                 | 8                  | ASA               |
| "Lynx"                                             | 2018 | —                  | —                  | —                  | —                  | —                  | —                  | —                  | —                  | —                  | —                  | —                  |                   |

| Título        | Ano  | Artista    | Rótulo   |
| ------------- | ---- | ---------- | -------- |
| "Neverdeader" | 2016 | Blackgummy | Mau5trap |